# Brdovec
Brdovec är en ort i Kroatien.   Den ligger i länet Zagrebs län, i den norra delen av landet, 16 km väster om huvudstaden Zagreb. Brdovec ligger 135 meter över havet och antalet invånare är 2 321.
Terrängen runt Brdovec är platt åt nordväst, men åt sydost är den kuperad. Runt Brdovec är det ganska glesbefolkat, med 36 invånare per kvadratkilometer. Närmaste större samhälle är Zagreb - Centar, 16,2 km öster om Brdovec. Omgivningarna runt Brdovec är en mosaik av jordbruksmark och naturlig växtlighet.